# Lijst van voetbalinterlands Chili - Jamaica
Deze lijst van voetbalinterlands is een overzicht van alle officiële voetbalwedstrijden tussen de nationale teams van Chili en Jamaica. De landen speelden tot op heden twee keer tegen elkaar. Het eerste duel, een vriendschappelijke wedstrijd, werd gespeeld op 5 juni 2007 in Kingston. Het laatste duel, eveneens een vriendschappelijke wedstrijd, vond plaats op 27 mei 2016 in Viña del Mar.

## Wedstrijden
| № | Plaats       | Datum       | Competitie        | Wedstrijd       | Uitslag |
| - | ------------ | ----------- | ----------------- | --------------- | ------- |
| 1 | Kingston     | 5 juni 2007 | Vriendschappelijk | Jamaica – Chili | 0 – 1   |
| 2 | Viña del Mar | 27 mei 2016 | Vriendschappelijk | Chili – Jamaica | 1 – 2   |

## Samenvatting
| Competitie        | Totaal gespeeld | Winst Chili | Gelijk | Winst Jamaica | Doelsaldo Chili – Jamaica |
| ----------------- | --------------- | ----------- | ------ | ------------- | ------------------------- |
| Vriendschappelijk | 2               | 1           | 0      | 1             | 2 − 2                     |
| Totaal            | 2               | 1           | 0      | 1             | 2 − 2                     |

Wedstrijden bepaald door strafschoppen worden, in lijn met de FIFA, als een gelijkspel gerekend.

## Details

### Eerste ontmoeting
| Vriendschappelijk (Kingston, Jamaica, 5 juni 2007): |              | |
| Jamaica | 0 – 1        | Chili |
| | goals        | 19' Juan Gonzalo Lorca |
| Bora Milutinović | bondscoach   | Nelson Acosta |
| Richard McCallum Christopher Harvey Jermaine Taylor 46' Nicholy Finlayson 66' Lovel Palmer 81' Demar Phillips Donald Stewart 46' Fabian Davis 69' Mario Swaby 46' Luton Shelton Ricardo Fuller 58' | opstellingen | Nicolás Peric Ismael Fuentes 59' Jorge Vargas Arturo Sanhueza Arturo Vidal 77' Gonzalo Fierro José Luis Cabión Matías Fernández Jorge Valdivia 90+2' Juan Gonzalo Lorca 64' Julio Gutiérrez |
| Damion Stewart 46' Richard Edwards 46' 90' Wolry Wolfe 46' Fabian Taylor 58' Keneil Moodie 66' Sean Fraser 69' Xavian Virgo 81' Mario Harrison 90'                                                 | wissels      | 59' Rodrigo Meléndez 64' Álvaro Ormeño 77' Carlos Villanueva 90+2' Manuel Iturra |
| Donald Stewart ??' | gele kaarten | |

### Tweede ontmoeting
| Vriendschappelijk (Viña del Mar, 28 mei 2016): |       |                                      |
| Chili                                          | 1 – 2 | Jamaica                              |
| Nicolás Castillo 82'                           | goals | 36' Clayton Donaldson 53' Joel Grant |